# PBF Energy
PBF Energy — нефтеперерабатывающая компания США. Штаб-квартира компании находится в Парсиппани, штат Нью-Джерси. В списке крупнейших компаний мира Forbes Global 2000 за 2022 год заняла 1692-е место (428-е по размеру выручки).

## История
PBF была создана в 2008 году как совместное предприятие европейской нефтеперерабатывающей компании Petroplus и двух частных инвестиционных компаний Blackstone Group и First Reserve Corporation, каждый партнёр внёс по 667 млн долларов. В 2010 году Petroplus вышла из партнёрства. Тогде же у Valero Energy были куплены НПЗ в Делавэр-Сити и в Полсборо (штат Нью-Джерси). В конце 2010 года у Sunoco был куплен НПЗ в Толидо.
В 2012 году компания провела размещение своих акций на Нью-Йоркской фондовой бирже. В 2015 году был куплен НПЗ в Шалмете (штат Луизиана), который до того находился в совместной собственности ExxonMobil и венесуэльской PDVSA. Калифорнийский НПЗ в Торрансе был приобретён в 2016 году также у ExxonMobil.

## Деятельность
Компании принадлежат 6 нефтеперерабатывающих заводов общей производительностью около 1 млн баррелей в сутки:
- Шалмет (Луизиана) — 185 тыс. баррелей в сутки;
- Толидо (Огайо) — 180 тыс. баррелей в сутки;
- Делавэр-Сити (Делавэр) — 180 тыс. баррелей в сутки;
- Полсборо (Нью-Джерси) — 105 тыс. баррелей в сутки;
- Торранс (Калифорния) — 166 тыс. баррелей в сутки;
- Гиббстаун (Нью-Джерси) — 157 тыс. баррелей в сутки.

Нефтеперерабатыввющие заводы компании производят бензин, дизельное топливо, авиационное топливо и другие нефтепродукты. Крупнейшим покупателем является компания Shell, на неё приходится около 15 % выручки.